# Ballesteros (Cagayan)
Ballesteros is een gemeente in de Filipijnse provincie Cagayan op het eiland Luzon. Bij de laatste census in 2007 had de gemeente ruim 31 duizend inwoners.

## Geografie

### Bestuurlijke indeling
Ballesteros is onderverdeeld in de volgende 19 barangays:
| - Ammubuan - Baran - Cabaritan East - Cabaritan West - Cabayu - Cabuluan East - Cabuluan West - Centro East - Centro West - Fugu | - Mabuttal East - Mabuttal West - Nararagan - Palloc - Payagan East - Payagan West - San Juan - Santa Cruz - Zitanga |

## Demografie
Ballesteros had bij de census van 2007 een inwoneraantal van 31.044 mensen. Dit zijn 3.510 mensen (12,7%) meer dan bij de vorige census van 2000. De gemiddelde jaarlijkse groei komt daarmee uit op 1,67%, hetgeen lager is dan het landelijk jaarlijks gemiddelde over deze periode (2,04%). Vergeleken met de census van 1995 is het aantal mensen met 5.400 (21,1%) toegenomen.

De bevolkingsdichtheid van Ballesteros was ten tijde van de laatste census, met 31.044 inwoners op 120 km², 213,7 mensen per km².